# Єдлиці (Опольське воєводство)
Єдлиці (пол. Jedlice, нім. Jedlitz) — село в Польщі, у гміні Озімек Опольського повіту Опольського воєводства.